# 巴克蓋特 (阿肯色州)
巴克蓋特（英語：Back Gate）是位於美國阿肯色州迪沙縣的一個非建制地區。該地的面積和人口皆未知。

## 地理
巴克蓋特的座標為33°55′14″N 91°20′12″W / 33.92056°N 91.33667°W，而該地的平均海拔高度為49米（即161英尺）。